# Ladinische Sprache
Als Ladinisch im Sinne von Dolomitenladinisch bezeichnet man eine Gruppe romanischer Dialekte, die in mehreren Alpentälern Oberitaliens gesprochen werden. Als hauptsächliche Verbreitungsgebiete gelten Gröden und das Gadertal in Südtirol, das Fassatal im Trentino sowie Buchenstein und Cortina d’Ampezzo in der Provinz Belluno (Venetien). Hinzu kommt eine Reihe weiterer Dialekte im Trentino und in der Provinz Belluno, die in der Forschung teils als semi-ladinische Übergangs- oder Mischformen eingestuft, teils auch dem Ladinischen selbst noch zugeordnet werden. In Hinsicht auf die Stellung zum Italienischen ist strittig, ob das Ladinische den norditalienischen Dialekten einzugliedern ist oder aber zusammen mit dem Bündnerromanischen in Graubünden und dem Furlanischen im Friaul eine sprachliche Einheit bildet (siehe Questione Ladina), die von Vertretern dieser Auffassung insgesamt als Ladinisch oder als Rätoromanisch bezeichnet wird, und innerhalb deren es dann aufgrund seiner geographischen Mittellage als zentralladinische oder zentralrätoromanische Dialektgruppe angesetzt wird.
Soziolinguistisch ist die Situation der Ladinischsprecher, deren Anzahl im Kerngebiet etwa 30.000 Personen beträgt, stark von Multilingualismus (in Südtirol) bzw. Diglossie (im Trentino und in Venetien) geprägt. In Südtirol und im Trentino genießt das Ladinische den Status einer (teilweise territorial begrenzten) Amts- und Schulsprache. Versuche zur Kodifizierung einer einheitlichen Standardsprache mündeten in der Ausarbeitung des Ladin Dolomitan.

## Glottonyme

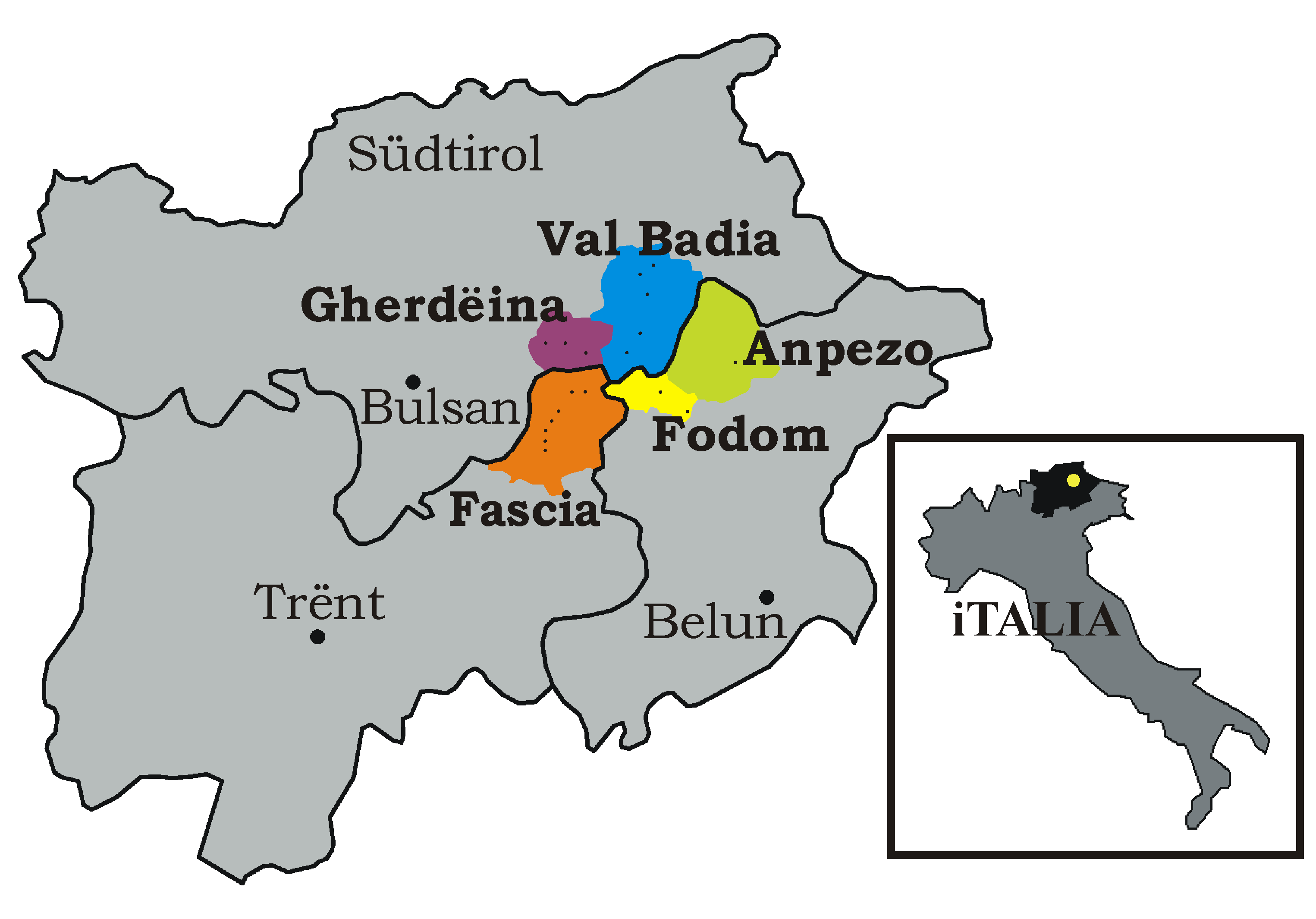
Ladinien: die fünf ladinischsprachigen Täler in Norditalien, deren Dialekte unter dem Begriff Sellaladinisch zusammengefasst werden.

In Publikationen zum Ladinischen tauchen verschiedene Sprachbezeichnungen auf, die, teilweise je nach Autor und je nach Kontext, unterschiedliche Begriffsumfänge haben.
- Sellaladinisch ist ein eng gefasster Begriff, der nach dem Bergstock Sella geprägt wurde, um den sich das Fassa- und das Gadertal, Gröden und Buchenstein gruppieren. Dementsprechend werden nur die in diesen Tälern gesprochenen Dialekte unter diesem Terminus zusammengefasst, gelegentlich wird noch das Ampezzanische hinzugerechnet.
- Dolomitenladinisch (nach der Gebirgskette Dolomiten) kann etwas weiter als Sellaladinisch verstanden werden und noch angrenzende Dialekte aus dem Cadore umfassen.
- Zentralladinisch oder Zentralrätoromanisch wird im Kontext einer angenommenen rätoromanischen Sprachgruppe verwendet, da die in diesem Artikel behandelten Dialekte eine geographische Mittelstellung zwischen dem westlich in Graubünden gesprochenen Bündnerromanischen und dem östlich im Friaul beheimateten Furlanischen einnehmen. Graziadio Ascoli subsumierte unter diesem Begriff neben dem Dolomitenladinischen zusätzlich noch die ladino-anaunischen Dialekte.

## Externe und interne Gliederung
In Hinsicht auf die Stellung zum Italienischen ist strittig, ob das Ladinische den norditalienischen Dialekten einzugliedern ist oder aber zusammen mit dem Bündnerromanischen in Graubünden und dem Furlanischen im Friaul eine sprachliche Einheit bildet (siehe Questione Ladina), die von Vertretern dieser Auffassung auch insgesamt als Ladinisch oder als Rätoromanisch bezeichnet wird, und innerhalb derer es dann aufgrund seiner geographischen Mittellage als zentralladinische oder zentralrätoromanische Dialektgruppe angesetzt wird.
Im ladinischen Kerngebiet (auch Ladinien genannt) lassen sich sechs Dialekte unterscheiden:
- Maréo (Ennebergisch)
- Badiot (Gadertalisch/Abteitalisch)
- Gherdëina (Grödnerisch)
- Fascian (Fassanisch)
- Anpezan (Ampezzanisch)
- Fodom (Buchensteinisch)

Daneben werden mehrere weitere Dialekte im Trentino und in Venetien aufgrund ihrer Affinität zum eng gefassten Sellaladinischen hinsichtlich ihres Lexikons, Lautstands oder ihrer Morphologie als mehr oder weniger ladinisch bzw. ladinisierend klassifiziert. In Überblicksdarstellungen zum Ladinischen wird auf ihre Randstellung hingewiesen, da sie zum einen nur reduzierte Anteile ihrer Grammatik mit dem Sellaladinischen gemeinsam haben, zum anderen ethno- und soziolinguistisch deutlich von den Kerngebieten geschieden sind. Im Einzelnen handelt es sich um folgende Dialektgruppen:
- Ladino-cadorisch im Cadore bzw. Ladino-comelicanisch im Comelico,
- Ladino-venedisch im Cordevole-Tal und im Val di Zoldo.
- Ladino-anaunisch im Nonstal und im Sulztal, unterteilt in Nones und Solander.

Es existieren verschiedene Gliederungsversuche, die wiederum einzelne Dialekte zu größeren Gruppen zusammenfassen.

## Sprecherzahlen

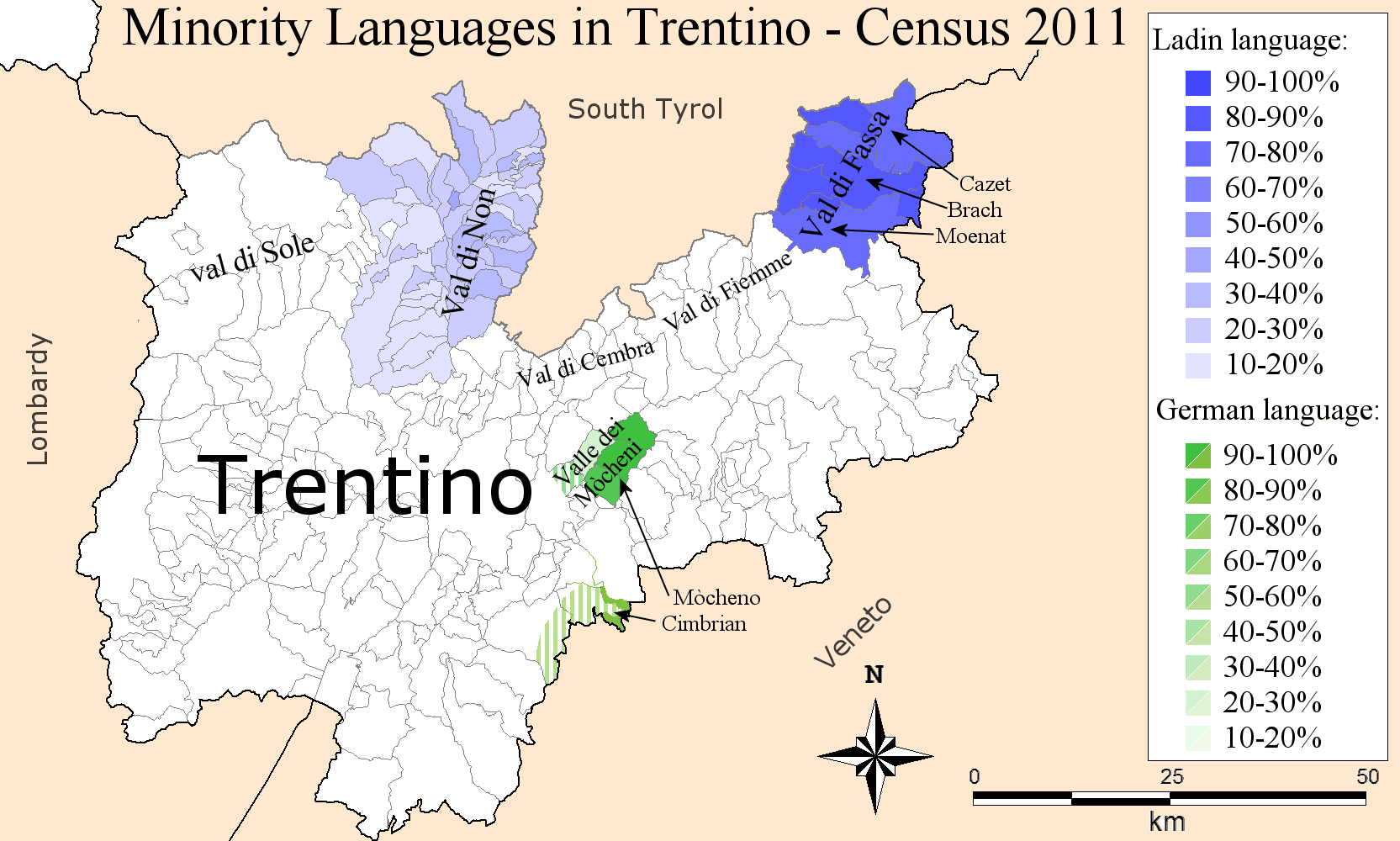
Minderheitensprachen im Trentino,
Volkszählung 2011

Anlässlich der alle zehn Jahre stattfindenden Volkszählung werden die Bürger in Südtirol und im Trentino (nicht in der Provinz Belluno) aufgerufen, ihre Sprachgruppenzugehörigkeit zu deklarieren. Im Jahr 2011 haben sich in Südtirol 4,1 % und im Trentino 3,5 % der Einwohner als Ladinischsprecher erklärt, darunter auch Einwohner des Nonstals und des Val di Sole. Bei der Volkszählung 2011 haben sich 23,19 % der Nonstaler als Ladinischsprecher erklärt, im Jahre 2001 waren es noch 17,54 % gewesen. In Südtirol ist die Sprachgruppenzugehörigkeit für Zwecke des ethnischen Proporzes relevant.
| Provinz  | 2001   | 2011   |
| -------- | ------ | ------ |
| Südtirol | 18.736 | 20.548 |
| Trentino | 16.462 | 18.550 |

In der Provinz Belluno gibt es keine Sprachgruppenzugehörigkeitserklärung. Daher ist die angegebene Zahl von 30.000 Ladinischsprechern im ladinischen Kerngebiet nur auf der Grundlage von Schätzungen möglich.

## Status

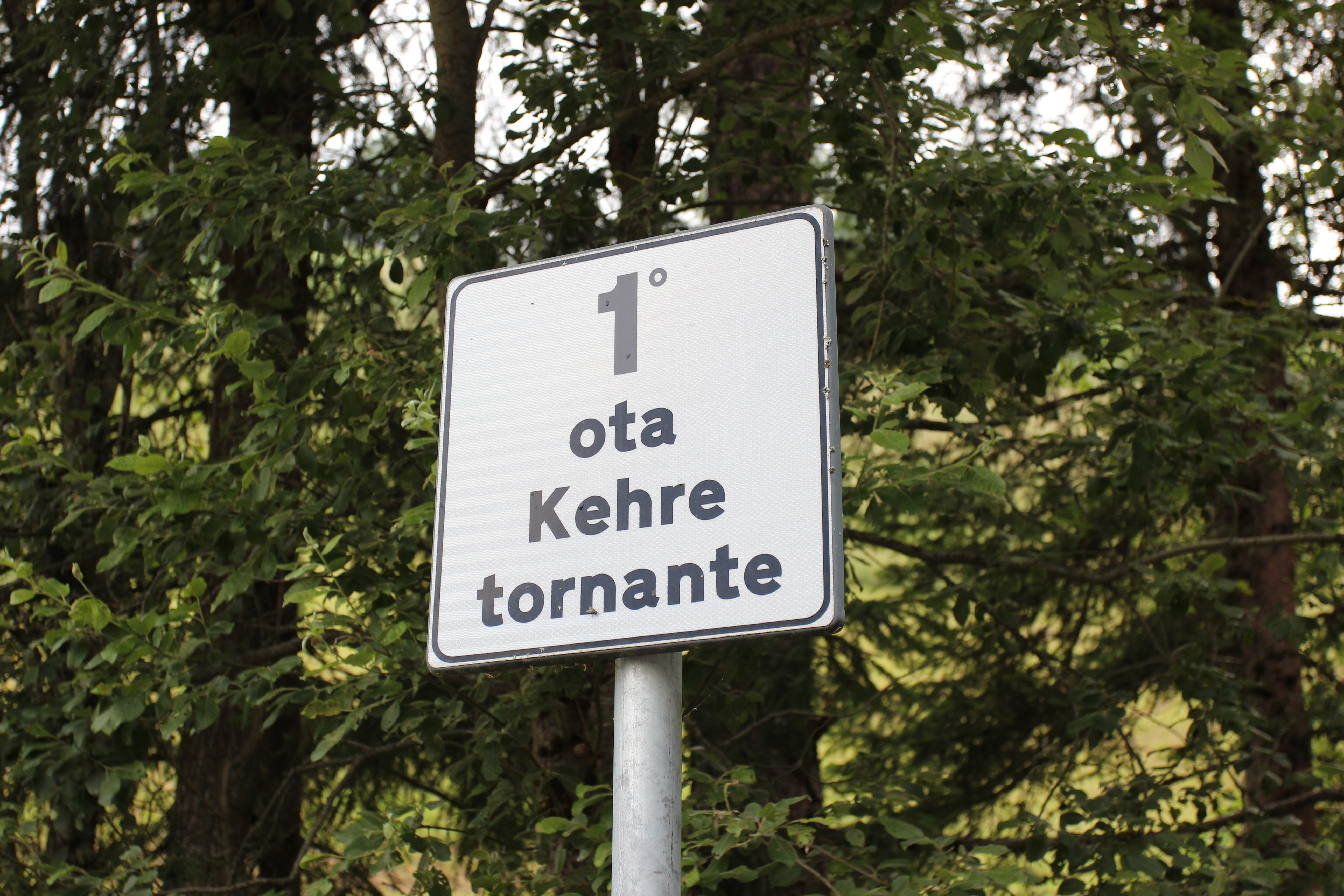
Dreisprachiges Straßenschild

Ladinisch ist in den Südtiroler Gemeinden mit ladinischer Bevölkerung als lokale Behörden- und Schulsprache anerkannt. Zu diesen Gemeinden gehören Wolkenstein/Sëlva, St. Ulrich/Urtijëi, St. Christina/Santa Cristina, Abtei/Badia, Corvara, Enneberg/Mareo, St. Martin in Thurn/San Martin de Tor und Wengen/La Val. Für unbefristete Anstellung im öffentlichen Dienst ist dort zumeist ein Dreisprachigkeitsnachweis nötig.
Die ladinische Sprache wird auch in den Gemeinden des Fassatals im Trentino an Schulen unterrichtet.
Bislang fehlt es an Minderheitenrechten für die Ladiner in der Region Venetien. Deswegen streben Ladiner in Cortina d’Ampezzo, Livinallongo del Col di Lana und Colle Santa Lucia eine Neugliederung der Verwaltungsgrenzen an. Das würde die Orte, die schon früher zu Tirol bzw. zur Diözese Brixen gehört haben, der Autonomen Provinz Bozen – Südtirol zuschlagen. Viele Kinder in Cortina d’Ampezzo verstehen zwar Ladinisch, weil ihre Eltern oder Großeltern es noch sprechen, kommunizieren untereinander jedoch nur mehr Italienisch. Da Lehrpersonen landesweit nach Rangordnung eingestellt werden, kommen meist solche ohne Ladinischkenntnisse zum Zug. Ladinisch ist in Cortina nicht Unterrichtssprache.
Die folgende Tabelle zeigt die regionalen Unterschiede im täglichen Gebrauch der ladinischen Sprache gemäß einer Studie aus dem Jahr 2006:
| Tal         | Anteil der Bevölkerung (%), der …                 | Anteil der Bevölkerung (%), der … | Anteil der Bevölkerung (%), der …        | Anteil der Bevölkerung (%), der …     | Anteil der Bevölkerung (%), der …     | Anteil der Bevölkerung (%), der … |
| Tal         | sich der ladinischen Sprachgruppe zugehörig fühlt | Ladinisch am besten beherrscht    | Ladinisch mit den eigenen Eltern spricht | Ladinisch mit eigenen Kindern spricht | Ladinisch mit fremden Kindern spricht | Ladinisch auf Behörden benutzt    |
| ----------- | ------------------------------------------------- | --------------------------------- | ---------------------------------------- | ------------------------------------- | ------------------------------------- | --------------------------------- |
| Gadertal    | 95                                                | 87                                | 91                                       | 96                                    | 97                                    | 93                                |
| Gröden      | 79                                                | 64                                | 73                                       | 78                                    | 84                                    | 75                                |
| Fassatal    | 66                                                | 59                                | 70                                       | 76                                    | 73                                    | 63                                |
| Buchenstein | 78                                                | 79                                | 91                                       | 93                                    | 89                                    | 88                                |
| Ampezzo     | 33                                                | 33                                | 53                                       | 50                                    | 42                                    | 27                                |

## Geschichte

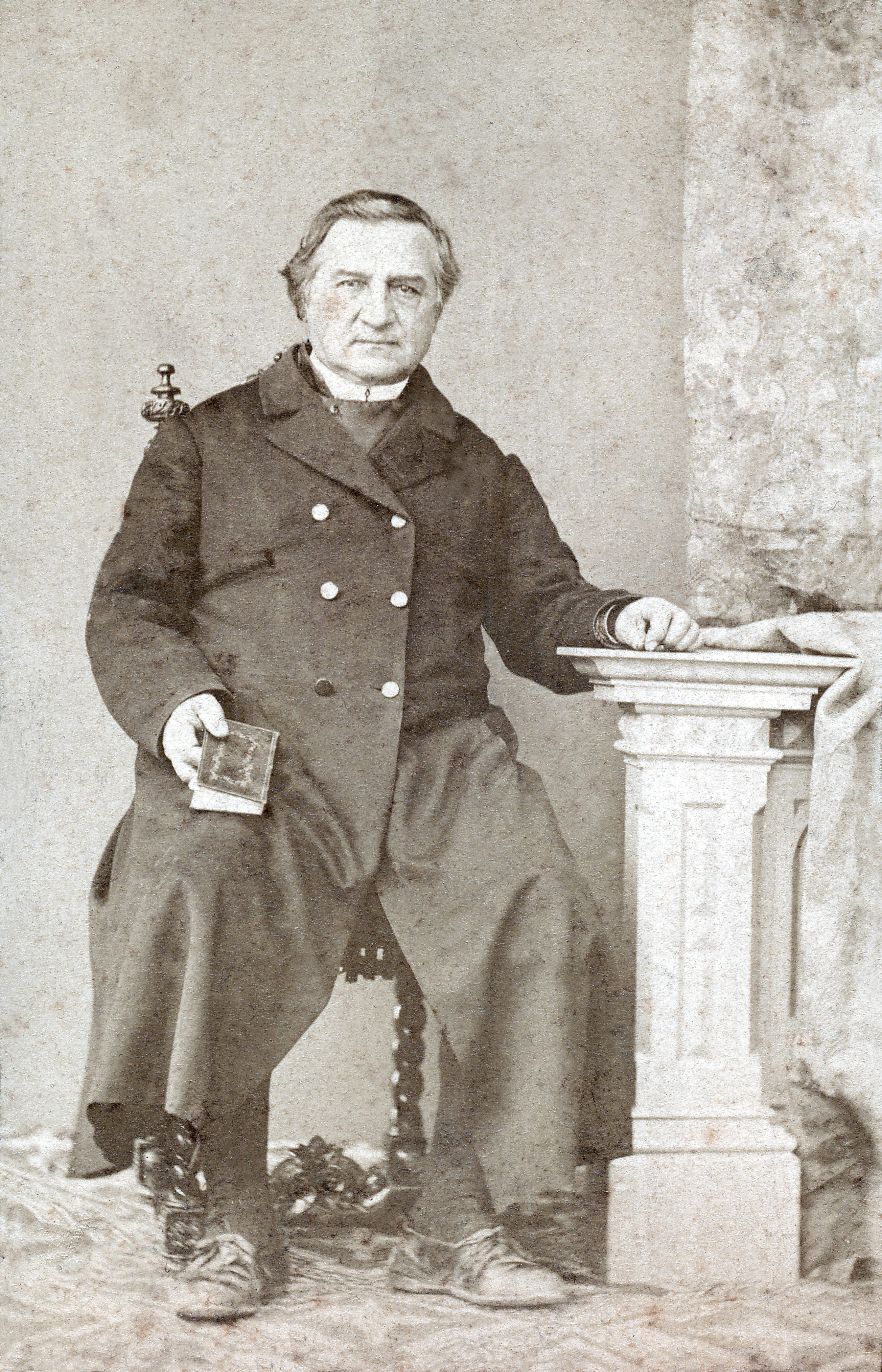
Kurat Josef Anton Vian, Verfasser der ersten ladinisch-grödnerischen Grammatik, 1864

Mit dem erfolgreichen Feldzug des römischen Heerführers Nero Drusus wurde das Gebiet der Alpenvölker in verschiedene römische Provinzen unterteilt. Daraufhin haben sich auch Bürger des Römischen Reichs angesiedelt. Daher wird die Bezeichnung vom Lateinischen hergeleitet, da es sich beim Ladinischen um eine vulgärlateinische Sprachvariante des romanisierten Alpenraums handelt. Das Ladinische wird als Überbleibsel vulgärlateinischer Mundarten häufig dem Rätoromanischen zugerechnet. Ob es jedoch eine überregionale rätoromanische Ursprache gab, ist unter Wissenschaftlern umstritten und wurde als Questione Ladina diskutiert. Die seit dem 6. Jahrhundert aus dem Norden vorrückenden Bajuwaren verdrängten das rätoromanische Idiom aus weiten Teilen seines ehemaligen Verbreitungsgebietes.
Anhand von alten Textquellen und der Analyse der Familien-, Hof-, Flur- und Ortsnamen sowie der Siedlungsformen (romanisches Haufendorf) lässt sich dieses jedoch gut rekonstruieren. Das Eisacktal zwischen Bozen und Brixen, das äußere Villnößtal, das Lüsner Tal sowie die Gegend um Kastelruth wurden im Laufe des Spätmittelalters germanisiert. In dieser Zeit verschwand das Ladinische auch aus den Siedlungen am Nordhang des Kronplatzes sowie den zur Gemeinde St. Lorenzen gehörenden Fraktionen im Gadertal. In der Frühen Neuzeit kam es zudem im inneren Villnößtal und im Eggental (Welschnofen) außer Gebrauch. Die ausgestorbene Eggentaler Varietät war ein eigener Dialekt, der eng mit der Grödner Mundart verwandt war.
Später wich dieser Sprachraum auch im Süden zugunsten des Italienischen allmählich zurück. Dieser Prozess schritt soweit fort, dass die Sprache heutzutage nur noch in wenigen Tälern gesprochen wird. Mit Ende des Ersten Weltkriegs und Angliederung des südlichen Teils Tirols an Italien fielen die Ladinisch sprechenden Gebiete des aufgelösten Österreich-Ungarn an Italien.
Die italienische Nationalbewegung des 19. und 20. Jahrhunderts sah im Ladinischen fast immer einen italienischen Dialekt, was von den meisten Ladinern abgelehnt wurde. Im Gruber-De-Gasperi-Abkommen von 1946 war kein Schutz der Ladiner vorgesehen. Erst durch das 2. Autonomiestatut für Südtirol 1972 erlangten die Ladiner in diesem Gebiet Minderheitenrechte.
1988 beauftragten die ladinischen Kulturinstitute „Micurá de Rü“ und „Majon di Fascegn“ den Zürcher Universitätsprofessor Heinrich Schmid, eine gemeinsame Standardsprache zu schaffen. Im Sommer 1998 erschien schließlich die Wegleitung für den Aufbau einer gemeinsamen Schriftsprache der Dolomitenladiner, mit der das Ladin Dolomitan oder Ladin Standard aus der Taufe gehoben wurde. Bei der Bevölkerung fand die Sprachkodifizierung nur beschränkt Zustimmung (siehe dazu auch Rumantsch Grischun).

## Sprachliche Eigenheiten
Die Abgrenzung des Ladinischen zu Dialekten des Italienischen ist umstritten und scheint in manchen Fällen eher politisch als linguistisch bedingt zu sein. Allerdings betrifft dies in geographischer Hinsicht vor allem die Übergangsgebiete, die sich außerhalb der Täler rund um den Sellastock befinden und damit nicht Teil der unumstritten ladinisch gewerteten Täler Gröden, Gadertal/Enneberg, Fodom und Fassa sind, in denen Varianten des atesinischen Ladinisch gesprochen werden. Das östlich davon gesprochene Ladinisch gehört dem cadorinischen Ladinisch an, zu dem auch das Ampezzanische zählt, wobei dieses aus historischen Gründen generell zusammen mit den atesinischen Varianten des Ladinischen oftmals als Dolomitenladinisch bezeichnet wird.
Ob es in der Vergangenheit ein Sprachkontinuum nach Westen zum Bündnerromanischen und nach Osten zum Furlanischen, also eine rätoromanische sprachliche Einheit, gegeben hat, ist umstritten und stellt die Substanz der Questione Ladina dar. Problematisch ist sprachhistorisch insbesondere der Verweis auf ein rätisches Substrat, der für das Furlanische nicht zutreffend ist. Die ladinischen Mundarten teilen mit dem Bünderromanischen und dem Friaulischen in der Tat einige Züge, die alle drei wiederum vom Italienischen und seinen Dialekten abgrenzen; der charakteristischste davon ist vermutlich die Palatalisierung eines anlautenden lateinischen ca-, so lat. casa > gadertalisch ćiasa ([ˈʨaza]), grödnisch cësa ([ˈʧəza]). Hierbei ist auch die – nicht in allen ladinischen Mundarten vertretene – phonetische Realisierung als [⁠ʨ⁠] zu bemerken, die im Furlanischen und Bünderromanischen ebenfalls auftritt (etwa in Rumantsch Grischun chasa und Furlanisch cjase).
In morphologischer Hinsicht ist ein weiteres Merkmal die Existenz eines gemischten Pluralsystems aus s- und i-Pluralen, wie grödnisch l di ‚der Tag‘, i dis ‚die Tage‘ (vgl. lateinisch ‚dies‘, Pluralform ‚dies‘, e-Deklination, also auf -s endend), hingegen l ciavël ‚das Haar‘, i ciavëi ‚die Haare‘ (vgl. lateinisch ‚capillus‘, Pluralform ‚capilli‘, o-Deklination, also auf -i endend).
Zur Abgrenzung gegen das Italienische können weitere Merkmale benannt werden:
- (teilweise) Rhotazismus von -l-, etwa durch den charakteristischen ampezzanischen Femininartikel ra (in den übrigen Mundarten la); in einzelnen Wörtern vereinzelt auch in anderen Mundarten: gadertalisch sorëdl, grödnisch surëdl ‚Sonne‘ (< spätlat. soliculum < lateinisch sol)
- (teilweise) Umformung der lateinischen Lautfolgen cl und gl (anlautend und zwischenvokalisch): clamare > gadertalisch tlamè, grödnisch tlamé ‚rufen‘; glacies > spätlat. glacia > gadertalisch/grödnisch dlacia ‚Eis‘
- Nichthalbvokalisierung des l von lateinischem cl, pl: clamare > gadertalisch tlamè, grödnisch tlamé ‚rufen‘, hingegen italienisch chiamare (in norditalienischen Dialekten sogar palatalisiert zu venetisch ciamare, lombardisch ciamà), plus > gadertalisch plü, grödnisch plu, hingegen italienisch più.
- (teilweise) Zusammenfallen von Singular und Plural der dritten Person beim Verb: grödnisch (ël) vën ‚er kommt‘, (ëi) vën ‚sie kommen‘;
- (teilweise) gleichlautender Femininartikel für Singular und Plural (so im Grödnischen und Ampezzanischen): grödnisch la cësa, Pl. la cëses, ampezzanisch ra ciaśa, Pl. ra ciaśes.

## Rechtschreibung, Aussprache
Die verschiedenen Schriftsprachen des Ladinischen sowie das Ladin Dolomitan benutzen eine Rechtschreibung, deren Prinzipien sich weitestgehend decken. Hierdurch lässt sich die Aussprache gewöhnlich mit einiger Sicherheit aus der Schrift herleiten.

### Konsonanten (Südtiroler Varianten)
| Buchstabe(n) | Aussprache           | Bemerkungen                                                                                    | Beispiele (gr. gherdëina, ba. badiot, fa. fascian, fo. fodom, am. anpezan, LD Ladin dolomitan) |
| ------------ | -------------------- | ---------------------------------------------------------------------------------------------- | ---------------------------------------------------------------------------------------------- |
| c            | [⁠k⁠]                  |                                                                                                | gr. cont [kont] („Rechnung“)                                                                   |
| c            | [⁠ʧ⁠]                  | wenn vor e, ë, i; in den Kombinationen cia, cio, ciu ist i stumm: [ʧa], [ʧo], [ʧu]             | gr. cësa [ˈʧəza] („Haus“)                                                                      |
| -c           | [⁠ʧ⁠]                  | nur am Wortende                                                                                | gr. brac [bʀaʧ] („Arm“)                                                                        |
| ch           | [⁠k⁠]                  | steht nur vor e, i                                                                             | gr. che [kɛ] („dass“)                                                                          |
| ć            | [⁠ʨ⁠]                  | nur im Maréo und Badiot                                                                        | ba. ćiasa [ˈʨaza] („Haus“)                                                                     |
| g            | [⁠g⁠]                  |                                                                                                | gr. grisc [gʀiʃ] („grau“)                                                                      |
| g            | [⁠ʤ⁠]                  | wenn vor e, ë, i; in den Kombinationen gia, gio, giu ist i stumm: [ʤa], [ʤo], [ʤu]             | gr. giat [ʤat] („Katze“)                                                                       |
| gh           | [⁠g⁠]                  | steht nur vor e, i                                                                             | gr. eghes [ˈegəs] („Wässer“)                                                                   |
| gn           | [⁠ɲ⁠]                  |                                                                                                | LD vegnì [vəˈɲi] („kommen“)                                                                    |
| j            | [⁠ʒ⁠]                  |                                                                                                | gr. jì [ʒi] („gehen“)                                                                          |
| -n           | [⁠ŋ⁠]                  | am Wortende                                                                                    | gr. ladin [laˈdiŋ] („ladinisch“)                                                               |
| -nn          | [⁠n⁠]                  | am Wortende                                                                                    | gr. ann [an] („Jahr“)                                                                          |
| r            | [⁠r⁠], [⁠ʀ⁠] (Gherdëina) |                                                                                                | LD ruvé [ruˈve] („ankommen“), gr. ruvé [ʀuˈve] dass.                                           |
| s            | [⁠s⁠]                  | Ausnahme: intervokalisch [⁠z⁠]                                                                   | gr. sas [sas] („Stein“), gr. cësa [ˈʧəza] („Haus“)                                             |
| š            | [⁠ʃ⁠]                  | nur im Ampezzanischen                                                                          |                                                                                                |
| ss           | [⁠s⁠]                  |                                                                                                | gr. cossa [ˈkosa] („Sache“)                                                                    |
| sc           | [ʃk]                 |                                                                                                | gr. scola [ˈʃkola] („Schule“)                                                                  |
| sc           | [⁠ʃ⁠]                  | wenn vor e, i; in den Kombinationen scia, scio, sciö, sciu ist i stumm: [ʃa], [ʃo], [ʃœ], [ʃu] | gr. scela [ˈʃela] („Leiter“)                                                                   |
| -sc          | [⁠ʃ⁠]                  | am Wortende                                                                                    | gr. pësc [pəʃ] („Fisch“)                                                                       |
| sch          | [ʃk]                 | steht nur vor e, i                                                                             | gr. schedra [ˈʃkedʀa] („Lineal“)                                                               |
| -sch         | [ʃk]                 | am Wortende                                                                                    | gr. bosch [ˈbɔʃk] („Wald“)                                                                     |
| ś-           | [⁠z⁠]                  | nur am Wortanfang                                                                              | gr. śën [zəŋ] („jetzt“)                                                                        |
| ṣ-           | [⁠z⁠]                  | nur im Ampezzanischen als Alternative zu ś- in den anderen Idiomen                             |                                                                                                |
| sb           | [ʒb]                 |                                                                                                | ba. desboschè [dəʒbɔˈʃkɛ] („abholzen“)                                                         |
| sd           | [ʒd]                 |                                                                                                | ba. sdramè [ʒdraˈmɛ] („stark regnen“)                                                          |
| sp           | [ʃp]                 |                                                                                                | LD respet [rəˈʃpɛt] („Respekt“)                                                                |
| st           | [ʃt]                 |                                                                                                | ba. strada [ˈʃtrada] („Straße“)                                                                |
| -sć          | [ʃʧ]; [ʃʨ] (Badiot)  | nur am Wortende                                                                                | gr. turisć [tuˈʀiʃʧ] („Touristen“)                                                             |
| z            | [⁠ʦ⁠]                  |                                                                                                | ba. zifra [ˈʦifra] („Ziffer“)                                                                  |
| ź-           | [⁠ʣ⁠],                 | nur am Wortanfang                                                                              | gr. źupel [dzuˈpɛl] („Felsblock“)                                                              |

### Vokale (Südtiroler Varianten)
| Buchstabe(n) | Aussprache    | Bemerkungen                                         |
| ------------ | ------------- | --------------------------------------------------- |
| a            | [⁠a⁠]           |                                                     |
| e            | [⁠e⁠], [⁠ɛ⁠], [⁠ə⁠] |                                                     |
| ë            | [⁠ə⁠]           | nur betont; unbetontes [⁠ə⁠] wird mit e wiedergegeben |
| i            | [⁠i⁠]           |                                                     |
| o            | [⁠o⁠], [⁠ɔ⁠]      |                                                     |
| ö            | [⁠œ⁠], [⁠ø⁠]      | kommt nur im Badiot/Maréo vor                       |
| u            | [⁠u⁠]           |                                                     |
| ü            | [⁠y⁠]           | kommt nur im Badiot/Maréo vor                       |
| y            | [⁠i⁠]           | nur als Wort y („und“)                              |

### Akzent- und Längenzeichen
Der Wortakzent liegt bei Wörtern, die auf Vokal auslauten, in der Regel auf der vorletzten Silbe (Penultima), bei Wörtern, die auf Konsonant (außer -s) auslauten, auf der letzten Silbe. Ausnahmefälle werden durch einen Akut (é, ó) oder einen Gravis (à, è, ì, ò, ù) markiert. Bei e und o wird durch die Verwendung von Akut bzw. Gravis eine unterschiedliche Aussprache angezeigt: é [ˈe], è [ˈɛ], ó [ˈo], ò [ˈɔ]. Teils werden Akut oder Gravis zur graphischen Unterscheidung von Homonymen verwendet.
Der Buchstabe ë zeigt immer Betonung an.
Längen werden nur im Badiot/Maréo – z. T. – besonders durch Zirkumflex gekennzeichnet (â, ê, î, ô, û), da sie nur dort bedeutungsunterscheidend sind.

### Sprachbeispiele
Als Sprachbeispiel sei hier ein Teil des Vaterunsers in den verschiedenen Idiomen sowie auf Deutsch, Italienisch und Latein angeführt.
Ennebergisch/Gadertalisch (Maréo/Badiot)
Nosc Pere dal cí,
 al sii santifiché to enom,
 al vëgni to rëgn,
 töa orenté sii fata,
 desco sö al cí ensciö söla tera.
Grödnerisch (Gherdëina)
Pere nost, che t’ies tl ciel,
 sibe santificà ti inuem,
 vënie ti rëni,
 sibe fata ti ulentà,
 coche en ciel enscì en tiera.
Fassanisch (Fascian)
Père nosc che te es sun ciel,
 sie fat sent to inom,
 fa che vegne to regn,
 to voler sie semper respetà,
 tant sun ciel che su la tera.
Buchensteinisch (Fodom)
Père nòst che t’es sun paradíš,
 benedât lé l tuo inóm,
 resta con nos,
 che sará fat ci che te vòs
 sun ciél e su la tièra.
Ampezzanisch (Anpezan)
Pare nosc, che te stas su in zielo,
 sée fato santo el to gnon,
 viene el to regno,
 sée fato chel che te vos tu,
 tanto in zielo che su ra tera.
Nortades (Låger)
Pare noss qe ses ntej cjej,
 l sia santificà’l to nom,
 l vegna’l to rejgn,
 sia faata la to volontà,
 lijstös ntèra e ntel cjel.
Ladin Dolomitan
Pere nost, che t’ies en ciel,
 al sie santifiché ti inom,
 al vegne ti regn,
 sia fata tia volonté,
 coche en ciel enscì en tera.
Italienisch
Padre nostro che sei nei cieli,
 sia santificato il tuo nome,
 venga il tuo regno,
 sia fatta la tua volontà
 come in cielo, così in terra.
Deutsch
Vater unser, der du bist im Himmel,
 geheiligt werde Dein Name.
 Dein Reich komme.
 Dein Wille geschehe,
 wie im Himmel so auch auf Erden.
Rumantsch Grischun
Bab noss, ti che es en tschiel,
 sanctifitgà vegnia tes num,
tes reginavel vegnia tar nus,
 tia veglia daventia sin terra sco en tschiel.
Vallader (bündnerromanische Mundart)
Bap nos, tü chi est in tschêl,
 fat sonch vegna teis nom,
 teis reginam vegna nanpro,
 tia vöglia dvainta sco in tschêl eir sün terra.
Sursilvan (bündnerromanische Mundart)
Bab nos, qual che ti eis en tschiel,
 sogns vegni fatgs il tiu num,
 tiu reginavel vegni tier nus,
 tia veglia daventi sin tiara sco en tschiel.
Latein
Pater noster, qui es in caelis,
sanctificetur nomen tuum.
Adveniat regnum tuum.
Fiat voluntas tua,
sicut in caelo, et in terra.

## Ladinische Medien
Ladinisch findet in diversen Medien Verwendung. Rai Ladinia ist ein öffentlich-rechtlicher Rundfunksender, der täglich ladinischsprachige Radio- und Fernsehprogramme produziert. Mit Radio Gherdëina Dolomites gibt es einen privaten Hörfunksender. Im Printbereich besteht mit La Usc di Ladins eine Wochenzeitung, zudem werden in der Tageszeitung Dolomiten in geringem Umfang ladinische Artikel veröffentlicht.